# الإصلاح القضائي في إسرائيل
الإصلاح القضائي أو الإنقلاب القضائي  هي خطة قدمها نائب رئيس الوزراء ووزير العدل ياريف ليفين، بدعم من رئيس الوزراء بنيامين نتنياهو،  لإجراء تغييرات جوهرية في النظام القانوني في إسرائيل، بما في ذلك الموافقة على فقرة التغلب وتنظيم الغاء القوانين. حيث يعتزم نتنياهو، الذي يُحاكم منذ أعوام بتهم "فساد وخيانة الأمانة"، عبر هذه الإصلاحات التي يقودها وزير القضاء يارييف ليفين، إلى تقويض الجهاز القضائي والمحكمة العليا بغرض إلغاء محاكمته.
تم تقديم الإصلاح في 4 يناير 2023 ، بعد ستة أيام من تنصيب الحكومة الإسرائيلية السابعة والثلاثين، وأثار حالة واسعة من الجدل في إسرائيل، أشعلها اتجاه الحكومة برئاسة بنيامين نتنياهو إلى تنفيذ ما تسميها "إصلاحات" في الجهاز القضائي، فيما تصفها المعارضة بأنها محاولة لـ"الانقلاب على الديمقراطية".

## الخلفية السياسية لخطة الاصلاح
اقترح عضو الكنيست ياريف ليفين من الليكود في عام 2011 تغيير تشكيل لجنة اختيار القضاة.  في عام 2013 ، حاول مع عضو الكنيست أييليت شاكيد تقديم عدد من التشريعات القانونية، بما في ذلك الحد من سلطة المحكمة العليا لإبطال القوانين ، وإمكانية إعادة سن قانون أبطلته المحكمة العليا ، ومنح سلطة التشريعية "الكنيست" لاختيار رئيس المحكمة العليا وتغيير تشكيل لجنة اختيار القضاة. 

## النقاط الرئيسية للخطة
1. سن فقرة التغلب .
  - يجوز للكنيست ، بأغلبية 61 من أعضائها، إعادة سن قانون تم سنه وإبطاله من قبل المحكمة العليا. سيكون القانون ساري المفعول لمدة 4 سنوات، أو حتى عام واحد بعد بداية الدورة التالية للكنيست، أيهما أقرب.
  - الكنيست سيكون قادر على إعادة سن القوانين التي تم سنها سابقا، حتى لو تم إبطاله بالإجماع من قبل المحكمة العليا.
2. لن تكون المحكمة قادرة على مناقشة القوانين الأساسية .
3. لن يكون سحب الأهلية للقوانين ممكنًا إلا في المحكمة العليا، بتكوين كامل من 15 قاضياً، وبأغلبية 80٪.
4. تحديد مدة المناقشة حول عدم الأهلية للقانون.
5. تقليص إلى حد كبير إمكانية إعتبار رئيس الحكومة عاجزا عن تأدية وظيفته.

## الاحتجاجات العامة المناهضة للإنقلاب القضائي

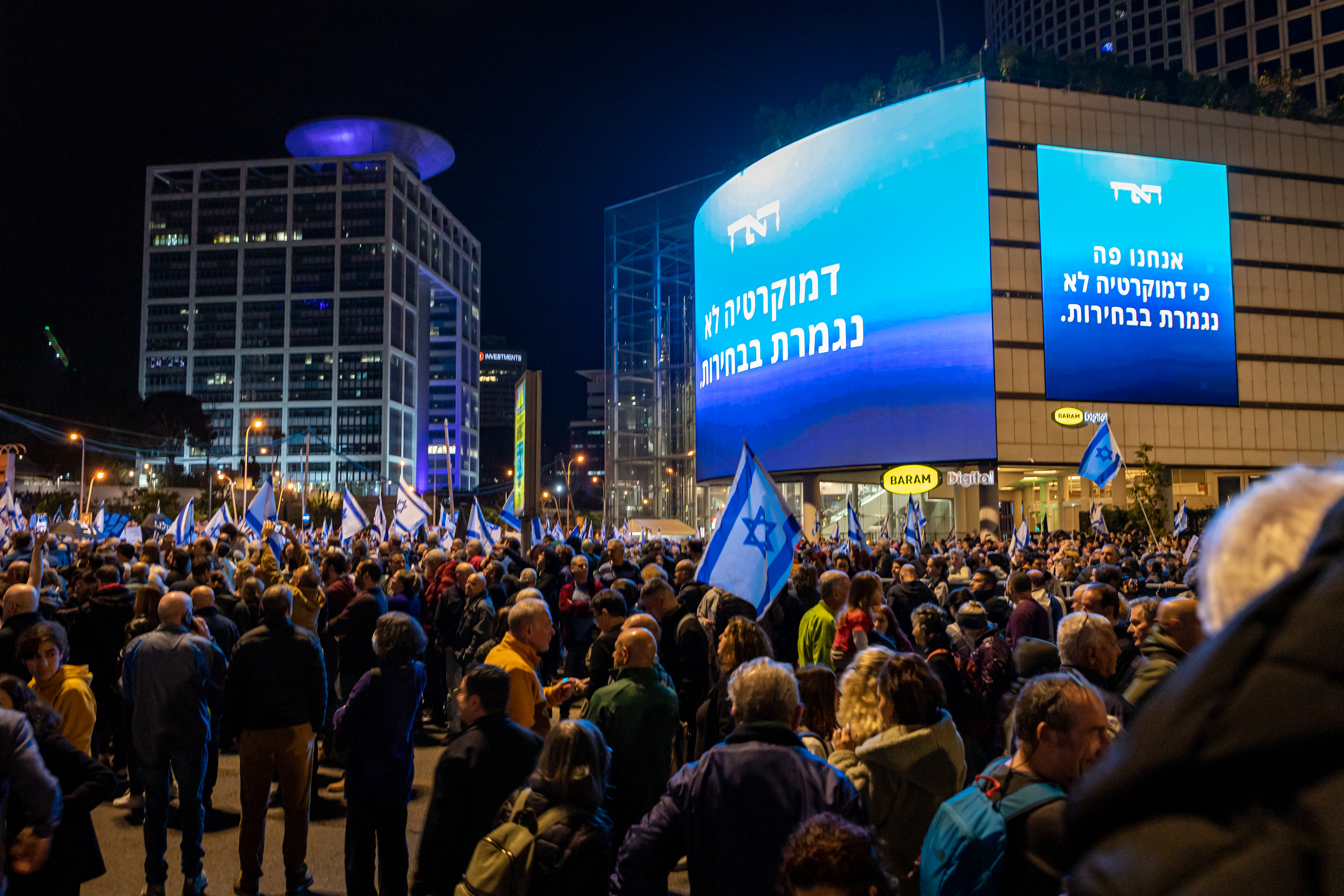
تل أبيب ، 21 يناير 2023

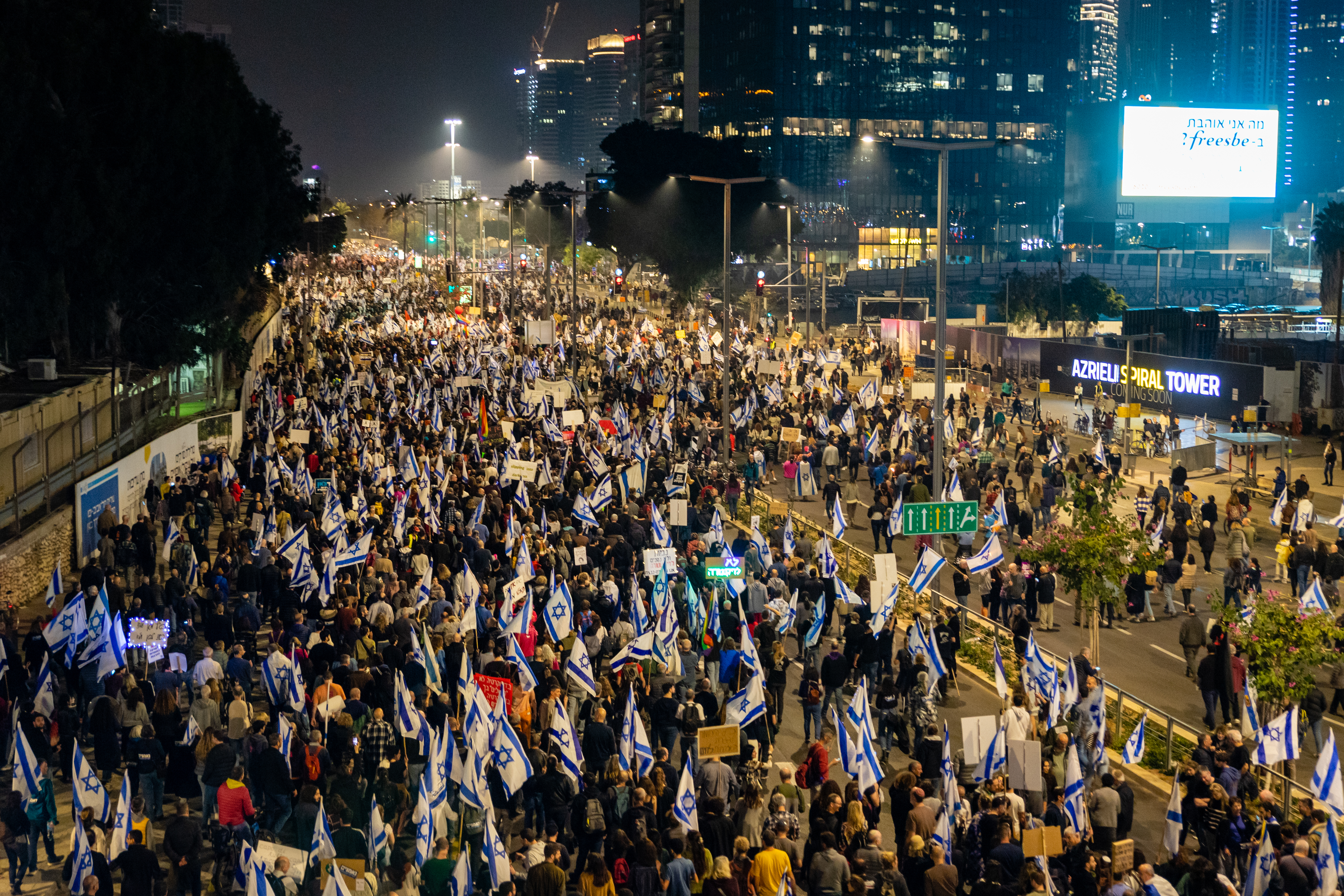
تل أبيب ، 28 يناير 2023

في بداية كانون الثاني، خرجت مظاهرة مناهضة لخطة الاصلاح في تل أبيب، شارك فيها آلاف المواطنين. 
وبعد شهر من المظاهرة الأولى خرجت مظاهرات في عدة مدن شارك فيها أكثر من 150 ألف متظاهر. انضم إلى هذه التظاهرات عدد من كبار المسؤولين في صناعة التكنولوجيا العالية الإسرائيلية ، وبعد ذلك أعلن بعض مسؤولي التكنولوجيا الفائقة عزمهم على سحب أموال الشركة من البنوك في إسرائيل   والدخول في إضراب احتجاجًا على الإصلاح. استمرت التظاهرات الأسبوعية ضد الإصلاح بعد ذلك، وامتدت إلى مدن أخرى، وفي بداية فبراير، تظاهر عشرات الآلاف في تل أبيب وحيفا والقدس وإيلات وهرتزليا وبئر السبع وريشون لتسيون وغيرها من مظاهرات عنيفة لم تشهدها اسرائيل من قبل حيث شملت اغلاق شوارع رئيسية بالدولة.
و أعلن رئيس اتحاد النقابات الإسرائيلية والأحزاب السياسية المعارضة الشروع في إضراب عام وتعطيل كافة الأعمال بداية من 27 مارس 2023  وترتب عليه اعلان نقابة الأطباء الإسرائيلية إضرابا عام كما اعلنت نقابات العمال اشتراكها الإضراب عام كما تم غلق معبر الكرامة الحدودي بين الأردن والضفة الغربية وتسبب الإغلاق بشل الحركة التجارية بين فلسطين والأردن، وكذلك أمام حركة المسافرين من وإلى الضفة.

### إقالة وزير الدفاع
في 26 مارس 2023 تمت اقالة وزير الدفاع الاسرائيلي يواف غالانت بعد دعوته إلى تجميد مشروع تعديل النظام القضائي بعد ان قام رئيس الوزراء بإستدعاؤه وأبلغه أنه فقد الثقة به بعد أن عمل ضد الحكومة واعلن رفضه للقانون.

#### رد الفعل
ترتب على قرار إقالة وزير الدفاع احتجاج آلاف الإسرائيليين في تل أبيب والقدس وحيفا وغيرها من المدن واشتعلت التظاهرات حتى وصل المتظاهرون لمنزل نتنياهو واخترقوا الحواجز الأمنية في محيط المنزل مما أدي الى اشتباكات عنيفة مع الأمن. خرجت دعوات لإضراب شامل في القطاعات الاقتصادية الاسرائيلية إضافة لتوجه بعض القوى الحزبة لإعلان اضراب عن اللطعام امام مكتب نتنياهو.

### تأجيل القرار
اعلن نتياهو قرار تأجيل إقرار قانون الإصلاحات القضائية بعد اقناع نتنياهو لوزير الأمن القومي إيتمار بن جفير، بالموافقة على تأجيل طرح "الشريعات القضائية" حتى دورة الكنيست المقبلة. والذي رحب به البيت الأبيض بالولايات المتحدة الأمريكية.

#### توابع القرار
- قادة الاحتجاجات في اسرائيل رفضوا خطاب نتنياهو ورفضوا مبدأ التأجيل واصروا على استمرار الاحتجاجات ايمانا منهم بأن نتياهو يحاول اضعافهم الآن وتمرير القانون لاحقا.[22][23]
- كما ترتب على ذلك الخطاب خروج العديد من مؤيدي القرار للتظاهر في تل أبيب مما أدى ذالك لحدوث اشتباكات بين مؤيدي القرار والمعارضين.[24]

## ضغوطات دولية
صرح وزير خارجية الولايات المتحدة أنتوني بلينكين خلال لقائه مع نتنياهو أن العلاقات بين الدول تقوم على أساس الحفاظ على المؤسسات الديمقراطية ونظام فصل السلطات.
الرئيس الفرنسي إيمانويل ماكرون انتقد أيضا الإصلاح في اجتماعه مع نتنياهو، محذرا من هذا "التغيير الجوهريّ" على النظام القضائي والذي سيصنف إسرائيل بأنها "غير ديمقراطيّة".
كما دعت نقابة العاملين في وزارة الخارجية الإسرائيلية بدعوة موظفي السفارات الإسرائيلية في جميع أنحاء العالم للانضمام إلى الإضراب، وعلى الفور أغلقت السفارة الإسرائيلية في أمريكا أبوابها وانضمت للإضراب العام للضغط الدولي على اسرائيل. كما دعت الأمم المتحدة لتعليق مشروع تعديل النظام القضائي في إسرائيل خشية تأثيرهما على حقوق الإنسان واستقلالية القضاء.